# Josef Alexander Helfert
Josef Alexander Helfert (3. listopadu 1820 Praha – 16. března 1910 Vídeň) byl rakouský a český právník, historik a politik, v 50. letech 19. století vysoký státní úředník na ministerstvu kultu a vyučování, stoupenec národnostní tolerance, federalizace Rakouska a odpůrce rakousko-uherského dualismu, syn Josefa Helferta.

## Život

### Původ a mládí
Josef Alexander Helfert byl nejstarší syn JUDr. Josefa Helferta (1791–1845), významného německojazyčného právníka, profesora církevního práva na pražské univerzitě a jeho manželky Anny (*1800), rozené Schreinerové.
První vzdělání získal soukromě, v rodině. Od roku 1829 navštěvoval piaristické gymnázium na Novém Městě v Praze. Po maturitě studoval filozofii a práva na Karlo-Ferdinandově univerzitě v Praze, kde 3. listopadu 1842 získal doktorát. Jeho dizertace měla titul Ueber den Heimfall, des Heirathsgutes. O prázdninách a přestávkách mezi semestry konal četné cesty do zahraničí. Od 20. prosince 1841 do roku 1844 byl praktikantem-koncipistou u českého fiskálního úřadu, v letech 1844–1846 praktikoval na pražském kriminálním soudu, v období od 11. srpna 1846 do roku 1847 na komorním dolnorakouském soudu ve Vídni. Od 17. října 1843 pomáhal svému otci jako privátní suplent na katedře římského a církevního práva. 8. ledna 1847 byl jmenován asistentem profesora Horniga na Tereziánské akademii ve Vídni. V letech 1847–1848 byl suplentem římského a církevního práva na univerzitě v Krakově (v létě roku 1847 obdržel zároveň nabídku na pedagogický post na Tereziánské akademii, ale dal přednost Krakovu). Publikoval odborné práce. Podílel se na reedici díla svého otce Handbuch des Kirchenrechtes a napsal monografii Ueber den Gerichtsstand der minderjährigen Witwe (1847). Publikoval i v právním tisku.

### Revoluční rok 1848
Během revolučního roku 1848 byl politicky aktivní. Když v červnu 1848 předčasně skončil letní semestr v Krakově, vrátil se do Čech. Účastnil se Slovanského sjezdu v Praze. Ve volbách roku 1848 byl zvolen na rakouský ústavodárný Říšský sněm. Zastupoval volební obvod Tachov v Čechách. Uvádí se jako c. k. profesor. Kandidoval v Tachově, protože šlo o domovský kraj jeho otce. Ve volbách porazil několik vlivných protivníků. Patřil ke sněmovní pravici. Na sněmu patřil ke skupině konzervativního středu. Podporoval zrušení roboty. Podílel se na související parlamentní rozpravě. Vystoupil se svým názorem 23. srpna. Prosazoval odškodnění za zrušení poddanství a tento názor ve sněmu převládl.
Když vypukla v říjnu 1848 radikální fáze revoluce ve Vídni, byl vyslán 16. října spolu s Františkem Augustem Braunerem do Olomouce, kde coby delegát poslanců informoval panovníka o situaci a docílil možnosti pokračovat v jednání sněmu mimo Vídeň, v Kroměříži. V této době také jednal s předákem českých poslanců Františkem Palackým. Na Říšském sněmu vystupoval méně často, ale počátkem roku 1849 se zúčastnil rozpravy o základních občanských právech. Odmítl návrhy na zrušení šlechtických titulů a obhajoval roli a nezávislost katolické církve. Účastnil se nástupu císaře Františka Josefa I. na trůn a byl součástí konzervativní skupiny, která od konce roku 1848 postupně přebírala iniciativu. 6. března 1849 jel ve vlaku z Vídně na Moravu společně s ministry Stadionem a Bachem, kteří mířili do Kroměříže seznámit poslance s rozpuštěním sněmu a zavedením shora nadiktované ústavy. Když mu oba členové vlády během jízdy svěřili podrobnosti svého plánu, tázal se jich, zda mají v Praze dost vojáků.

### Po roce 1848
Ministerský předseda Felix Schwarzenberg ho koncem roku 1848 povolal do ministerských úřednických funkcí. Nejprve vykonával funkci státního podtajemníka pro vyučování na ministerstvu vnitra za ministra Franze Serapha von Stadiona, pak přešel od léta 1849 na nově utvořené ministerstvo kultu a vyučování za ministra Leopolda Lva Thuna-Hohensteina (jako podtajemník pro církevní záležitosti) a setrval v jeho úřadě až do roku 1861. Po zrušení ministerstva roku 1861 byl pověřen prozatímním vedením školských záležitostí při státním ministerstvu.
V roce 1850 se účastnil debat o národnostní otázce. Toho roku publikoval spis Oesterreich und die Nationalitäten, který byl polemikou s názory Františka Palackého. Od léta 1850 se podílel na vzniku českého politického listu Vídeňský deník, který měl podporovat českou svébytnost v konzervativním katolickém duchu. V roce 1853 vydal studii Huss und Hieronymus, která polemizovala s Palackého hodnocením husitství. Téhož roku také vydal práci Ueber Nationalgeschichte und den gegenwärtigen Stand ihrer Pflege in Oesterreich. Coby vysoký ministerský úředník se zasazoval o národnostní rovnoprávnost ve školství, podporoval rozvoj obecného a technického školství (v roce 1860 vydal studii Die österreichische Volksschule). V 50. letech pomáhal založit Ústav pro rakouský dějezpyt.
V roce 1863 byl jmenován prezidentem ústřední komise pro ochranu stavebních památek a ještě roku 1894 byl povolán do funkce náměstka předsedy archivní rady ministerstva vnitra.
Roku 1881 byl povolán do Panské sněmovny (jmenovaná horní komora rakouské Říšské rady). Roku 1891 byl zvolen přespolním členem České akademie věd. Byl rovněž členem vídeňské akademie. Už od roku 1848 byl členem akademie v Krakově, od roku 1854 historické společnosti v Kraňsku, od roku 1853 historicko-statistického odboru Moravsko-slezské zemědělské společnosti. V roce 1854 se rovněž stal členem společnosti Ateneo di Bassano.

### Ocenění
22. dubna 1854 byl jmenován rytířem Řádu železné koruny a 18. 8. 1854 povýšen do šlechtického stavu svobodných pánů. Roku 1861 získal titul tajného rady. Roku 1887 získal Velkokříž Řádu Františka Josefa, roku 1898 Řád železné koruny I. třídy a roku 1922 po něm byla pojmenována ve Vídni ulice Helfertgasse .

### Rodinný život
Dne 6. března 1848 se oženil s Wilhelminou Fügnerovou (sestra Jindřicha Fügnera, zakladatele Sokola) z Prahy. Po její smrti se 29. ledna 1853 ve Vídni oženil s Julií von Gredler, dcerou advokáta Andrease von Gredlera. Vnuk Vladimír Helfert (1886–1945) byl muzikolog a vysokoškolský pedagog.

## Hlavní díla
- Handbuch des Kirchenrechts (Příručka církevního práva, 3 sv. 1845-1846)
- Hus und Hieronymus (Hus a Jeroným, 1853)
- Die österreichische Volksschule (Rakouská národní škola, 3 sv. 1860-1861)
- Geschichte Österreichs vom Ausgange des Wiener Oktober-Aufstandes 1848 (Dějiny Rakouska od konce vídeňského povstání 1848, 4 sv., 1869-1886)
- Rodina zimního krále ve vyhnanství (1887)
- Ústavodárný říšský sněm v Kroměříži 1848 (1894)
- Velká reforma studií (1895)
- O blouznivcích náboženských v Čechách a na Moravě za císaře Josefa II. (1877-1879)
- Čechy a války turecké (1883)
- Die Wiederherstellung der Burg Karlstein (Obnova hradu Karlštejna, 1902)
- Geschichte der österreichischen Revolution im Zusammenhang der mitteleuropäischen Bewegung (Dějiny rakouské revoluce v souvislosti středoevrospkého hnutí, 2. sv. 1907-1909)
- Bernhard Bolzano (1909)

## Zajímavost
Tisk upozornil po jeho úmrtí, že odešel poslední svědek nastoupení císaře Františka Josefa I. na trůn (v Olomouci, 2. prosince 1848) a poslední člen ústavodárného říšského sněmu v Kroměříži.